# 현대그린푸드
현대그린푸드(영어: Hyundai Green Food Co., Ltd.)는 단체급식, 식자재 유통을 목적으로 하는 대한민국의 기업으로 현대백화점그룹 계열사이다.
1968년 설립된 차량·중장비 수리업체 '경일육운'에서 시작되었다. 1971년 '금강개발산업'으로 상호를 변경하고 현대건설로부터 금강휴게소를 인수하면서 기업 내에 '식품사업부'가 만들어진다. 1974년 정몽근 현대백화점 명예회장이 대표로 취임한 뒤 여러 무역업체와 식품업체를 흡수합병하며 기업의 덩치가 커진다. 2002년 현대백화점그룹으로 지정됐으며, 2010년 이후 현대푸드시스템, 현대H&S, 현대F&G 등을 차례로 합병하면서 현재 모습이 되었다.
2019년 기준으로 현대그린푸드의 최대주주는 정몽근 명예회장의 차남인 정교선 현대백화점그룹 부회장(23.8%)이다. 정몽근의 장남인 정지선 현대백화점그룹 회장은 12.7%의 지분을 보유하고 있다. 두 형제가 동시에 지분을 가지고 있는 현대백화점 계열사는 현대그린푸드가 유일하다. 이밖에 정몽근 명예회장이 1.9%의 지분을 소유하고 있다.
2019년 기준 현대그린푸드는 현대백화점(12.1%), 현대리바트(41.2%), 현대드림투어(100%), 현대홈쇼핑(25.0%) 등의 지분을 갖고 있다. 현대백화점그룹 내에서 계열사 지분을 가장 많이 보유한 기업이여서 현대백화점그룹의 지배구조 개편에서 핵심 역할을 할 것이라는 관측이 꾸준히 제기되어왔다.

## 본점 및 지점 현황
- 본점: 경기도 용인시 수지구 문인로 30 (동천동)
- 광주지점: 광주광역시 광산구 상완길 163 (수완동)
- 경인식품가공센터: 경기도 광주시 도척면 도척로 401-61
- 울산지점: 울산광역시 북구 무룡1로 44-9 (연암동)
- 영남센터: 경상남도 밀양시 부북면 사포로 127